# Central European Media Enterprises
Central European Media Enterprises Ltd. (CME) е медийна и развлекателна компания, която управлява телевизионни канали в седем страни: България, Хърватска, Чехия, Румъния и Молдова, Словакия и Словения. До придобиването ѝ от PPF Group N.V. през октомври 2020 г. компанията е листвана на NASDAQ и Пражката фондова борса под кодовия символ CETV. Оттогава е заличена от листинга.

## История
Central European Media Enterprises Ltd. е съоснована през 1991 г. от американците Роналд Лаудер и Марк Палмър в Германия като CEDC GmbH (Central European Development Corporation), по-късно променя името си и се пререгистрира в Нидерландия като Central European Media Enterprises (CME). Започва да излъчва първия си канал в Чехия през 1994 г.
На 23 март 2009 г. Time Warner обявява, че ще инвестира 241,5 млн. щ.д. в CME срещу 31% дял. До второто тримесечие на 2013 г. Time Warner придобива контролния дял в CME след поредица от трансакции.
През октомври 2019 г. AT&T подписва споразумение за продажба на дела на WarnerMedia на PPF. Трансакцията на стойност 2,1 млрд. щ.д. е завършена през октомври 2020 г.
На 14 февруари 2022 г. Central European Media Enterprises обявява закупуването на хърватския телевизионен канал RTL Hrvatska от RTL Group за 50 милиона евро. Трансакцията е затворена на 1 юни 2022 г.

## Операции
CME е лидер на пазара за излъчване в повечето страни, където има телевизионни станции. Към 2024 г. CME управлява 45 телевизионни канала, излъчващи до приблизително 49 милиона души в 6 географски сегмента. CME разработва и продуцира съдържание за своите телевизионни канали, като съдържанието му също се консумира чрез абонамент и видео по заявка. Той също така управлява платформата за стрийминг Voyo, която предоставя местно съдържание при поискване във всички географски региони на CME.
През 2023 г. CME стартира своята ESG стратегия с марката CME Cares. Тази инициатива е създадена, за да съобщи за усилията на CME да остави трайно положително въздействие върху своята среда, общности и общества. CME Cares има за цел да предлага социално отговорно съдържание, да прилага устойчиви производствени практики, да подпомага общности в неравностойно положение и да следва прозрачни бизнес практики.

## CME Content Academy
През 2022 г. Central European Media Enterprises Ltd. стартира CME Content Academy. Двугодишният курс е предназначен да предостави на участниците основа в различни дисциплини за създаване на филми, позволявайки на курсантите да станат телевизионни професионалисти.
Практиката е разпределена според производствените схемиа на TV Nova (Чехия), Pop TV (словенски телевизионен канал), PRO TV, bTV (България), RTL (хърватски телевизионен канал) и словашкия TV канал Markíza и се провежда в Бърно, Прага, Загреб, Любляна, Букурещ, София и Братислава.

## Телевизионни канали
България
- bTV
- bTV Cinema
- bTV Comedy
- bTV Action
- bTV Story
- RING

Хърватия
- RTL
- RTL 2
- RTL Kockica
- RTL Living
- RTL Crime
- RTL Passion
- RTL Adria
- RTL Croatia World

Чехия
- TV Nova
- Nova Cinema
- Nova Action
- Nova Fun
- Nova Gold
- Nova Lady
- Nova Sport 1
- Nova Sport 2
- Nova Sport 3
- Nova Sport 4
- Nova Sport 5
- Nova Sport 6
- Nova International

Румъния и Молдова
- Pro TV (излъчва се и в Република Молдова в режим на едновременна транслация)
- Acasă (излъчва се и в Република Молдова в режим на едновременна транслация)
- Acasă Gold
- Pro Arena
- Pro Cinema
- Pro TV Internațional
- Pro TV Chisinau

Словакия
- Markíza
- Markíza Doma
- Markíza Dajto
- Markíza KRIMI
- Markíza International

Словения
- Pop TV
- Kanal A
- Brio
- OTO
- KINO
- Astra

## Услуги по заявка
- Voyo